# Violeta Barrios de Chamorro
Violeta Barrios Torres de Chamorro, född 18 oktober 1929 i Rivas i departementet Rivas, död 14 juni 2025 i San José, Costa Rica, var en nicaraguansk politiker och förläggare som var landets president 1990–1997. Hon var gift med oppositionsledaren Pedro Chamorro som mördades i januari 1978 av Somozadiktaturen.
I april 1990 valdes hon, som ledare för det antisandinistiska Nationella oppositionsförbundet, till Nicaraguas första och hittills enda kvinnliga president.
Chamorro var även Latinamerikas första folkvalda kvinnliga statschef.